# Cybister fusculus
Cybister fusculus är en skalbaggsart som beskrevs av Zimmermann 1919. Cybister fusculus ingår i släktet Cybister och familjen dykare. Inga underarter finns listade i Catalogue of Life.